# Shrek
Shrek (Tiếng Việt: Gã Chằn Tinh Tốt Bụng) là một phim hoạt hình 3D do hãng DreamWorks Animation phát hành năm 2001, dựa trên một phần truyện tranh cổ tích tên Shrek! năm 1990 của William Steig. Phim do Andrew Adamson và Vicky Jenson chỉ đạo diễn xuất, phần đồ họa do DreamWorks Animation SKG xây dựng. Shrek là phim đầu tiên đoạt Giải Oscar cho phim hoạt hình hay nhất, hạng mục giải thưởng mới được đưa ra năm 2001. Bản DVD và VHS của phim được phát hành ngày 7 tháng 11 năm 2001.
Ở Việt Nam, phim này còn được biết với tựa đề là Gã chằng tinh tốt bụng và Quái vật màu xanh. Tagline của phim trong tiếng Anh là The greatest fairy tale never told, dịch sang tiếng Việt là Câu chuyện cổ tích tuyệt vời nhất chưa bao giờ được kể.
Trong bộ phim, Mike Myers lồng tiếng cho gã chằn tinh Shrek to khỏe, cô độc và đáng sợ (Trong tiếng Đức từ "schreck" có nghĩa "sự kinh hoàng" hay trong tiếng Yiddish "שרעק" có nghĩa là "nỗi sợ hãi"), Cameron Diaz lồng tiếng cho công chúa Fiona, xinh đẹp nhưng rất thực tế và nhiệt tình, Eddie Murphy lồng tiếng cho con lừa tên Donkey (cũng có nghĩa là "con lừa"), và John Lithgow lồng tiếng cho nhân vật phản diện Lãnh chúa Farquaad.
Bộ phim đã được khen ngợi rất nhiều như một phim hoạt hình giải trí cho người lớn, với rất nhiều những câu đùa và bài hát mang hơi hướng người lớn nhưng vẫn có cốt truyện và nét hài hước đủ đơn giản cho trẻ em. Bộ phim sử dụng nhiều bài hát nổi tiếng của Smash Mouth, Joan Jett, The Proclaimers, Jason Wade, The Baha Men, và Rufus Wainwright.
Shrek thành công vang dội khi phát hành năm 2001 và khiến DreamWorks trở thành đối thủ cạnh tranh số một của hãng Walt Disney Pictures trong sản xuất phim hoạt hình, đặc biệt phim hoạt hình 3D. Chằn tinh Shrek trở thành "vật may mắn" cho công ty sản xuất phim.
Bộ phim đứng thứ ba trong danh sách "100 Phim hài hước nhất" của kênh truyền hình Bravo . Shrek cũng được bầu đứng thứ hai trong danh sách "100 Phim cho gia đình hay nhất" của kênh Channel 4, vị trí thứ nhất thuộc về phim E.T. the Extra-Terrestrial .

## Cốt truyện
Câu chuyện bắt đầu với Shrek là một gã chằn tinh (ogre) chống đối xã hội và có lãnh thổ cao, yêu thích sự cô độc trong đầm lầy của mình, chống lại đám đông và tận hưởng chút riêng tư. Cuộc sống của Shrek bị gián đoạn sau khi tên Lãnh Chúa lùn Farquaad của Duloc bắt và trục xuất một số lượng lớn các sinh vật trong truyện cổ tích, khiến những sinh vật này phải chạy trốn vào đầm lầy và nhà cửa Shrek. Tức giận vì bị xâm nhập, Shrek quyết định đến thăm Farquaad và yêu cầu chuyển họ đi nơi khác. Sau đó Shrek phải miễn cưỡng cho phép một con Donkey (lừa) nói nhiều, người cũng bị lưu đày, đi theo và hướng dẫn anh ta đến Duloc.
Trong khi đó, Farquaad được tặng chiếc Gương thần, người nói với hắn rằng hắn phải cưới một công chúa để trở thành vua. Farquaad chọn Công chúa Fiona, người đang bị giam giữ trong lâu đài được canh giữ bởi Rồng. Không muốn tự mình giải cứu Fiona, hắn ta tổ chức một giải đấu trong đó người chiến thắng sẽ nhận được "đặc quyền" thực hiện nhiệm vụ thay hắn. Khi Shrek và Donkey đến Duloc, Farquaad thông báo rằng ai giết được tên chằn tinh sẽ được trao vương miện chiến thắng; tuy nhiên, Shrek và Donkey đã đánh bại các hiệp sĩ của Farquaad một cách tương đối dễ dàng. Thích thú, Farquaad tuyên bố họ là nhà vô địch và đồng ý thả các sinh vật trong truyện cổ tích nếu Shrek giải cứu Fiona.
Shrek và Donkey đi đến lâu đài và bị tấn công bởi con rồng. Shrek tìm thấy Fiona, người đang kinh hoàng vì sự thiếu lãng mạn của mình, trong khi Donkey bắt đầu thu hút con rồng cái; họ sau đó chạy trốn khỏi lâu đài sau khi giải cứu Fiona. Khi Shrek cởi bỏ mũ bảo hiểm và tiết lộ rằng mình là một chằn tinh, Fiona kiên quyết từ chối đến gặp Duloc, yêu cầu Farquaad đích thân đến cứu cô; Shrek bế cô trái với ý muốn của cô. Đêm đó, sau khi dựng trại và cùng Fiona ở một mình trong hang, Shrek tâm sự với Donkey về sự thất vọng của anh khi bị người khác sợ hãi và từ chối vì ngoại hình của mình. Fiona tình cờ nghe được điều này và quyết định đối xử tốt với Shrek. Ngày hôm sau, cả ba bị quấy rối bởi Robin Hood và nhóm Merry Men của gã, và Fiona đã hạ gục họ một cách dễ dàng bằng võ thuật. Shrek trở nên ấn tượng với Fiona và họ bắt đầu yêu nhau.
Khi bộ ba đến gần Duloc, Fiona trú ẩn trong một chiếc cối xay gió vào buổi tối. Donkey sau đó đi vào một mình và phát hiện ra rằng Fiona đã biến thành chằn tinh. Cô giải thích rằng cô đã bị nguyền rủa từ khi còn nhỏ, buộc phải biến thành chằn tinh mỗi đêm và biến hình trở lại khi mặt trời mọc. Cô nói với Donkey rằng chỉ có "nụ hôn của tình yêu đích thực" mới phá bỏ được bùa chú và biến mình thành "hình dạng thật của tình yêu". Trong khi đó, Shrek đang chuẩn bị thổ lộ tình cảm của mình với Fiona thì tình cờ nghe được Fiona coi mình là "con thú xấu xí". Tin rằng cô đang nói về mình, Shrek tức giận bỏ đi và quay lại vào sáng hôm sau cùng Farquaad. Bối rối và tổn thương trước sự thù địch đột ngột của Shrek, Fiona chấp nhận lời cầu hôn của Farquaad và yêu cầu họ kết hôn trước khi màn đêm buông xuống.
Shrek bỏ rơi Donkey và quay trở lại đầm lầy hiện đã bỏ trống của mình. Anh nhanh chóng nhận ra rằng bất chấp tất cả những chuyện trên ,anh cảm thấy đau khổ và nhớ Fiona. Donkey quay trở lại đầm lầy và đối mặt với Shrek, giải thích rằng "con thú xấu xí" mà Fiona đang ám chỉ là một người khác, đồng thời thúc giục anh bày tỏ tình cảm của mình với Fiona trước khi cô kết hôn. Cả hai hòa giải và nhanh chóng đến Duloc bằng cách cưỡi con rồng cái mà Donkey đã kết bạn (và thực ra đã yêu nhau). Shrek làm gián đoạn đám cưới ngay trước khi buổi lễ kết thúc, và nói với Fiona rằng tên Farquaad chỉ cưới cô để trở thành vua. Mặt trời lặn khi Fiona biến thành chằn tinh trước mặt mọi người, khiến Shrek hiểu ra những gì mình tình cờ nghe được. Bị xúc phạm và cảm thấy ghê tởm, Farquaad ra lệnh xử tử Shrek và giam giữ Fiona. Cả hai được cứu khi rồng, cùng với Donkey, đột nhập và nuốt chửng Farquaad. Shrek và Fiona tuyên bố tình yêu của họ và chia sẻ một nụ hôn. Mặc dù lời nguyền của Fiona đã bị phá vỡ, nhưng điều này vĩnh viễn khiến cô trở thành chằn tinh trái với mong đợi của mình, mặc dù Shrek trấn an cô rằng anh vẫn thấy cô xinh đẹp. Họ kết hôn trong đầm lầy với sự tham dự của những sinh vật trong truyện cổ tích, sau đó lên đường đi hưởng tuần trăng mật.

## Diễn viên lồng tiếng

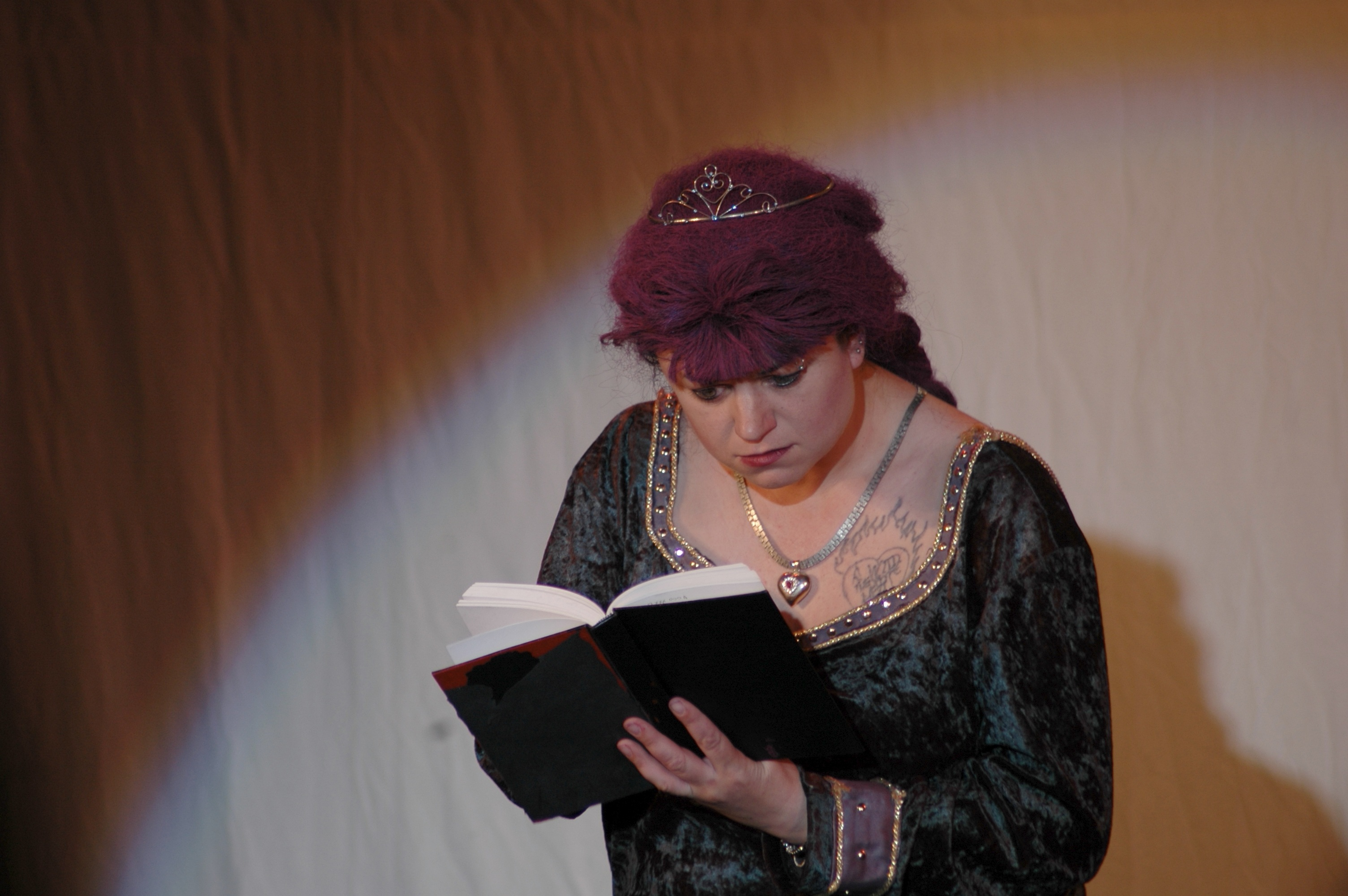
Công chúa Fiona

- Mike Myers – Chằn tinh Shrek / Chuột mù
- Eddie Murphy – Lừa Donkey
- Cameron Diaz – Công chúa Fiona
- John Lithgow – Lãnh chúa Farquaad
- Conrad Vernon – Bánh gừng biết đi
- Chris Miller – Geppetto / Gương thần
- Cody Cameron – Pinocchio / Ba chú lợn con
- Michael Galasso – Peter Pan
- Christopher Knights – Chuột mù/ Thelonius
- Simon Smith – Chuột mù
- Aron Warner – Sói lớn độc ác
- Jim Cummings – Đội trưởng quân lính
- Jerome De Guzman – Chuột mù
- Vincent Cassel – Robin Hood

Ban đầu Chris Farley được chọn cho vai Shrek, nhưng vì cái chết đột ngột trong thời gian sản xuất anh đã được thay thế bởi Mike Myers.

## Quá trình sản xuất
Chris Farley là người đầu tiên được mời lồng tiếng cho nhân vật Shrek, và đã thu âm được hơn một nửa bộ phim nhưng không may đã qua đời trước khi bộ phim kịp hoàn tất. Sau đó Dreamworks chọn Mike Myers đảm nhận vai này. Khi đã lồng tiếng hoàn chỉnh cho bộ phim, thì Myers đề nghị được thu lại tất cả các câu thoại của mình bằng ngữ âm Scotland – giọng kể truyện cổ tích của mẹ ông. 
Chú lừa Donkey được tạo ra theo mẫu nhân vật Pericles, từ một bức họa ở Công viên Barron, Palo Alto, California.

## Ảnh hưởng
Các phim và chương trình ti vi trước khi bộ phim phát hành như Fractured Fairy Tales và The Princess Bride cũng nhại rất nhiều truyện cổ tích. Tuy nhiên Shrek lại được coi là có ảnh hưởng mạnh nhất cho xu hướng phim hoạt hình hiện đại. Đặc biệt sau Shrek 2, nhiều phim hoạt hình bắt đầu và kết thúc phim bằng một bài hát như Ice Age 2, Robots, Chicken Little, and Hoodwinked!.

## Khác

### Sách
Câu chuyện gốc:
- Steig, William (1990). Shrek!, nhà xuất bản Sunburst Paperback. ISBN 0-374-46623-8

### Trò chơi điện tử
- Shrek (video game)
- Shrek 2 (video game)
- Shrek Smash and Crash
- Shrek: Hassle at the Castle
- Shrek Super Slam
- Shrek: Extra Large
- Shrek: Super Party
- Shrek the Third (video game)

### Truyện tranh
- Năm 2003, Dark Horse Comics phát hành 3 ấn bản truyện tranh Shrek.[7]

### Nhạc kịch tại Broadway
Phiên bản nhạc kịch của Shrek đang được lên kế hoạch trình diễn tại Broadway vào ngày 14 tháng 12 năm 2008. Hai bài hát "All Star" và "I'm A Believer" trong phim sẽ được chuyển lên sân khấu. Đạo diễn vở kịch là Jason Moore.
Thông tin xem tại www.broadway.com và www.shrekthemusical.com

## Thành phần tham gia sản xuất
| Đạo diễn                   | Andrew Adamson Vicky Jenson                               |
| Nhà sản xuất               | Aron Warner Jeffrey Katzenberg John H. Williams           |
| Tác giả kịch bản           | Ted Elliott Terry Rossio Joe Stillman Roger S.H. Schulman |
| Truyện gốc                 | William Steig                                             |
| Executive Producers        | Penny Finkelmen Cox Sandra Rabins                         |
| Co-Executive Producer      | David Lipman                                              |
| Âm nhạc                    | Harry Gregson-Williams và John Powell                     |
| Đồng sản xuất              | Ted Elliott Terry Rossio                                  |
| Associate Producer         | Jane Hartwell                                             |
| Thiết kế mỹ thuật          | James Hegedus                                             |
| Đạo diễn nghệ thuật        | Guilluame Aretos Douglas Rogers                           |
| Biên tập                   | Sim Evan-Jones                                            |
| Giám sát hoạt hình         | Raman Hui                                                 |
| Giám sát hiệu ứng đặc biệt | Ken Bielenberg                                            |
| Head of Story              | Randy Cartwright David Lowery                             |
| Head of Layout             | Simon J. Smith                                            |
| Thiết kế nhân vật chính    | Tom Hester                                                |
| Thiết kế nhân vật          | Raman Hui                                                 |
| Quản lý sản xuất           | Triva Von Klark                                           |